# Omar Mendoza
Omar Israel Mendoza Martín (ur. 28 października 1988 w mieście Meksyk) – meksykański piłkarz występujący na pozycji prawego obrońcy, od 2021 roku zawodnik Querétaro.

## Kariera klubowa
Mendoza pochodzi ze stołecznego miasta Meksyk i jest wychowankiem tamtejszego klubu Cruz Azul. Zanim został włączony do seniorskiego zespołu, przez siedem lat pozostawał podporą drugoligowych rezerw – ekipy Cruz Azul Hidalgo z siedzibą w Jasso, z którą nie odniósł jednak większych sukcesów. Bezpośrednio po rozwiązaniu drużyny rezerw, decyzją szkoleniowca Luisa Fernando Teny przeniósł się do pierwszego zespołu. W Liga MX zadebiutował w wieku dwudziestu sześciu lat, 3 maja 2015 w wygranym 1:0 spotkaniu z Pumas UNAM i już kilka miesięcy później wywalczył sobie miejsce w wyjściowym składzie. Premierowego gola w najwyższej klasie rozgrywkowej strzelił 27 lutego 2016 w wygranej 4:0 konfrontacji z Monterrey.
| Sezon     | Klub              | Kraj   | Rozgrywki  | Mecze | Bramki |
| --------- | ----------------- | ------ | ---------- | ----- | ------ |
| 2007/2008 | Cruz Azul Hidalgo | Meksyk | Ascenso MX | 18    | 2      |
| 2008/2009 | Cruz Azul Hidalgo | Meksyk | Ascenso MX | 29    | 0      |
| 2009/2010 | Cruz Azul Hidalgo | Meksyk | Ascenso MX | 22    | 3      |
| 2010/2011 | Cruz Azul Hidalgo | Meksyk | Ascenso MX | 18    | 0      |
| 2011/2012 | Cruz Azul Hidalgo | Meksyk | Ascenso MX | 25    | 2      |
| 2012/2013 | Cruz Azul Hidalgo | Meksyk | Ascenso MX | 26    | 4      |
| 2013/2014 | Cruz Azul Hidalgo | Meksyk | Ascenso MX | 28    | 1      |
| 2014/2015 | Cruz Azul         | Meksyk | Liga MX    | 1     | 0      |
| 2015/2016 | Cruz Azul         | Meksyk | Liga MX    | 27    | 1      |
| 2016/2017 | Cruz Azul         | Meksyk | Liga MX    |       |        |